# 나트륨 냉각 고속원자로

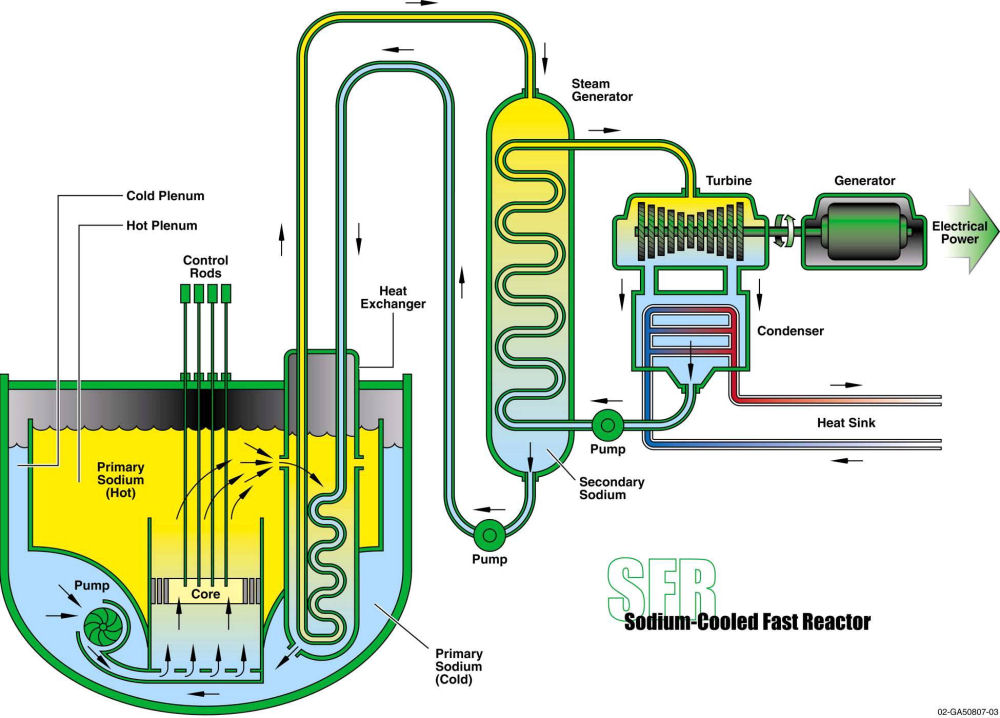
풀(Pool) 타입의 나트륨 냉각 고속 원자로 (SFR)

나트륨 냉각 고속 원자로(Sodium-cooled Fast Reactor, SFR)는 4세대 원자로의 하나로 나트륨을 그 냉각재로 이용한다. 
경수로나 중수로 등 기존의 원자로에 비해 높은 에너지의 고속중성자로 핵분열을 일으켜 발생하는 열로 전기를 생산하는 제4세대(Gen IV) 원자로이다. 원자로의 연료가 되는 우라늄은 현재 60년 치 밖에 남지 않았다고 알려져 있으나, 나트륨 냉각고속로는 다른 원자로에 비해 100배나 높은 효율을 내므로, 단순히 계산하면 우라늄을 향후 6,000년 동안 사용할 수 있다는 뜻이 된다. 나트륨 냉각고속로는 경수로에서 사용한 사용후핵연료를 폐기하지 않고, 파이로프로세싱과 연계하여 나트륨 냉각고속로의 연료로 재활용한다. 또한 방사성 독성이 강하고 수명이 긴 방사성핵종을 방사성 독성이 약하고 수명이 짧거나 안정된 핵종으로 변환이 가능하다는 것이 특징이다.
나트륨 냉각고속로가 고유 안전성을 확보할 수 있는 요소로는 액체나트륨을 냉각재로 사용하고, 금속연료와 풀형 원자로를 채택하고 있다는 것이다. 냉각재인 나트륨은 끓는점이 높아 대기압 운전이 가능하고 안전 여유가 충분하다. 나트륨 냉각고속로에서 사용하는 금속연료는 열전도도가 높아, 빠르게 냉각되고 과열 시 자동으로 핵분열이 감소된다. 풀형 원자로도 원자로용기에 다량의 냉각재를 보유하여 잔열 흡수 능력이 뛰어나다. 
사고가 발생할 경우에도 노심에서 방출되는 붕괴열을 수용할 수 있는 열적 여유도가 크다. 그러므로 원자로가 급속하게 가열되는 것을 방지할 뿐만 아니라 안전조치를 취할 수 있는 시간적 여유를 제공할 수 있다. 즉, 자연냉각이 되기 때문에 후쿠시마 원전사고처럼 냉각수 펌프 문제로 폭발하는 사태는 벌어지지 않는다. 후쿠시마 원전 사고에서는 지진해일이 경수로의 전력을 단절시키고, 비상발전기 6대를 동시에 고장 내자, 전기에 의해 가동되는 냉각수 펌프가 돌아가지 않아 자체 과열로 폭발했다. 그러나 나트륨 냉각고속로는 냉각수 펌프가 필요 없이, 자연냉각이 된다.  
1973년 준공된 러시아의 BN-350을 시작으로 세계적으로 많은 원전들에 적용되고 있다. 2006년 개념 설계를 마치고, 2030년 준공 계획인 대한민국의 칼리머-600도 여기에 속한다.  
600도의 고온인 액체 나트륨은 공기나 물과 접촉해 화재가 발생한다. 1995년 몬주에서도 화재가 발생했다.

## 역사
1950년대부터 개발이 시작된 나트륨 냉각고속로는 전 세계에서 500억 달러(50조원)의 개발비가 투입되었다.

## 원리
그동안 플루토늄은 오로지 군사용 핵폭탄 제조에만 사용되는 것으로 여겨졌지만, 나트륨 냉각고속로는 이 플루토늄을 핵연료로 사용한다. 극단적으로 말해서 전 세계의 핵무기를 모조리 발전소에서 태워버릴 수 있다. 기존의 경수로는 우라늄 235만을 핵연료로 사용했다. 냉각재는 기존의 경수로가 경수, 중수로가 중수인 물을 사용한 것과 달리, 액체 나트륨을 냉각재로 사용한다.

## 비핵화선언
한국은 1991년 11월 8일 노태우 대통령이 한반도의 비핵화에 관한 공동선언에서 핵재처리 시설을 국내에 건설하지 않겠다고 선언했으며, 1991년 12월 31일 남북한은 한반도의 비핵화에 관한 공동선언을 하였다. 그러나 2010년 착공, 3년간 330억원이 투입되어, 2013년 5월 연간 10톤의 플루토늄 핵연료를 생산하는 프라이드 핵재처리장이 준공된다. 세계 최초의 파이로프로세싱 핵재처리장이다.

## 대한민국
정연호 한국원자력연구원장은 "파이로프로세싱은 나트륨 냉각고속로와 연계해 사용후핵연료 문제를 해결하고 원자력 발전의 지속가능성을 획기적으로 향상시킬 수 있는 미래형 신기술"이라며 "PRIDE 구축을 통해 독창적인 파이로 원천 기술을 개발해서 세계 파이로 연구개발을 선도하겠다"고 말했다. 한국원자력연구원은 사용후핵연료의 재활용을 위한 모든 공정을 모의시험할 수 있는 시설을 2013년 5월 완공한다.

## 제품
- BN-350,  러시아, 전기출력 350 MWe, 1964년 착공, 1973년 준공
- 클린치강 증식로,  미국, 전기출력 350 MWe, 1970년 착공, 1983년 계획취소
- SNR-300,  독일, 전기출력 300 MWe, 1972년 착공, 1985년 준공, 러시아 BN-350에 자극받음
- BN-600,  러시아, 전기출력 600 MWe, 일본이 10억 달러에 설계도 구입, 한국 칼리머-600과 동일출력
- BN-800,  러시아, 전기출력 800 MWe, 2014년 전기출력 시작
- BN-1200,  러시아, 전기출력 1200 MWe, 2017년 준공
- Dounreay Prototype Fast Reactor,  영국
- Fermi 1,  미국
- Experimental Breeder Reactor I,  미국
- Experimental Breeder Reactor II,  미국
- Fast Breeder Test Reactor,  인도, 전기출력 13.2 MWe, 1985년 발전시작
- Jōyō,  일본
- 몬주,  일본, 전기출력 280 MWe, 1985년 착공, 1994년 준공
- Phénix,  프랑스, 전기출력 233 MWe, 1968년 착공, 1973년 준공
- Prototype Fast Breeder Reactor,  인도, 전기출력 500 MWe, 2004년 착공, 2012년 준공예정
- S1G,  미국, 핵잠수함 원자로
- S2G,  미국, 핵잠수함 원자로
- Sodium Reactor Experiment,  미국, 전기출력 6.5 MWe, 1954년 착공, 1957년 준공
- Superphénix,  프랑스
- Rapsodie,  프랑스
- 칼리머-150,  대한민국, 전기출력 150 MWe, 2001년 개념설계 완료
- 칼리머-600,  대한민국, 전기출력 600 MWe, 2006년 개념설계 완료, 2030년 준공계획
- 스텔라-1,  대한민국, 전기출력 66 MWe, 2012년 준공
- 스텔라-2,  대한민국
- CEFR,  중국, 전기출력 20 MWe, 2010년 준공
- JSFR,  일본, 전기출력 1500 MWe, 1998년 착공, 2010년 준공계획
- ASTRID,  프랑스, 전기출력 600 MWe, 2020년 준공계획
- 도시바 4S,  일본, 전기출력 10 MWe, 마이크로 원전

## 같이 보기
- 프라이드 핵재처리장 - 2013년 5월 한국이 세계 최초로 건설한 파이로프로세싱 시험시설. 연간 10톤의 나트륨냉각고속로용 핵연료 생산